# Lijst van Tweede Kamerleden voor de CDU
Een overzicht van alle voormalige Tweede Kamerleden voor de Christelijk Democratische Unie (CDU).
| Tweede Kamerlid     | Begindatum       | Einddatum       |
| ------------------- | ---------------- | --------------- |
| Rintje van der Brug | 20 november 1945 | 8 februari 1946 |
| Harm van Houten     | 9 mei 1933       | 6 augustus 1945 |
| Hessel Posthuma sr. | 8 juni 1937      | 8 februari 1946 |